# Oskar Friedrich Schmalz
Pour les articles homonymes, voir Schmalz.
Oskar Friedrich Schmalz, né le 25 décembre 1881 à Ittigen dans le canton de Berne et mort le 8 janvier 1960, est un compositeur et chanteur de yodel Suisse. 

## Biographie
Oskar Friedrich Schmalz est surnommé le "père du yodel" tant il a joué un grand rôle dans l'histoire du yodel. Il a créé notamment le club des yodleurs de Berne et l'association fédérale des yodleurs en 1910 avec Ernst Flückiger et Albert Gut. Il a connu un grand succès en tant que yodleur avec le quartet de yodleur de Stalden dans l'emmental qu'il a fondé. 
Il a composé plus de 200 titres avec sa femme Hedy Schmalz.
Il a également été le président de l'association fédérale de Hornuss.

## Sources
- biographie plus complète en allemand sous rubrique "komponisten"
- Sur ce site, biographie très complète: http://www.jodellieder.ch